# Rasa del Forn
La Rasa del Forn és un torrent afluent per l'esquerra de la Riera de Navel, al Berguedà.

## Municipis per on passa
Des del seu naixement, la Rasa del Forn passa successivament pels següents termes municipals.
|                                                     | Longitud (en m.) | % del recorregut |
| --------------------------------------------------- | ---------------- | ---------------- |
| Per l'interior del municipi de Viver i Serrateix    | 1.632            | 58,62%           |
| Fent de frontera entre Montclar i Viver i Serrateix | 1.152            | 41,38%           |

## Xarxa hidrogràfica
La xarxa hidrogràfica de la Rasa del Forn està integrada per 44 cursos fluvials que sumen una longitud total de 24.626 m.

### Distribució per termes municipals
| Municipi          | Longitud que hi transcorre |
| ----------------- | -------------------------- |
| l'Espunyola       | 6.811 m.                   |
| Montclar          | 14.533 m.                  |
| Viver i Serrateix | 8.179 m.                   |